# بيتر أوفربي
بيتر أوفربي (بالنرويجية: Petter Øverby‏) مواليد 26 مارس 1992 في النرويج، هو لاعب كرة يد نرويجي يلعب كمحور. مثل منتخب النرويج لكرة اليد.

## سجل المنافسة
شارك في البطولات التالية:
- بطولة أوروبا لكرة اليد للرجال 2016

## روابط خارجية
- بيتر أوفربي على موقع الاتحاد الدولي لكرة اليد (الإنجليزية)
- بيتر أوفربي على موقع الاتحاد الأوروبي لكرة اليد (الإنجليزية)
- بيتر أوفربي على موقع الاتحاد النرويجي لكرة اليد (النرويجية)
- بيتر أوفربي على موقع اللجنة الأولمبية الدولية (الإنجليزية)
- بيتر أوفربي على موقع أوليمبيديا (الإنجليزية)